# 동윤석
동윤석(1982년 2월 23일 ~ )은 대한민국의 단역전문 배우이다.

## 학력
- 한양대학교 연극영화학과

## 출연작

### 영화
- 《봉오동 전투》 (2019년) - 월강기마대 역
- 《돈》 (2019년) - 스프레드 거래 증권사 직원들 역
- 《부산행》 (2016년) - 생존자 역
- 《소원택시》 (2013년) - 친구 3 역
- 《최종병기 활》 (2011년) - 금군 대장 3 역

### 드라마
- 《태종 이방원》 (2022년, KBS1) - 여진족 역
- 《비밀의 남자》 (2020년, KBS2)
- 《청춘기록》 (2020년, tvN)
- 《사랑의 불시착》 (2019년, tvN)
- 《웰컴2라이프》 (2019년, MBC) - 보안팀장 역
- 《로맨스는 별책부록》 (2019년, tvN)
- 《으라차차 와이키키 2》 (2019년, JTBC)
- 《비켜라 운명아》 (2018년, KBS1)
- 《백일의 낭군님》 (2018년, tvN) - 한양 들어가기전 문 앞에서 검문하는 사람 역
- 《내 뒤에 테리우스》 (2018년, MBC) - 아파트 CCTV 관계자 역
- 《운명과 분노》 (2018년, SBS)
- 《위대한 유혹자》 (2018년, MBC)
- 《추리의 여왕 2》 (2018년, KBS2)
- 《인형의 집》 (2018년, KBS2)
- 《너의 등짝에 스매싱》 (2017년, TV조선)
- 《밥상 차리는 남자》 (2017년, MBC)
- 《미워도 사랑해》 (2017년, KBS1)
- 《투깝스》 (2017년, MBC)
- 《품위있는 그녀》 (2017년, JTBC)
- 《부암동 복수자들》 (2017년, tvN)
- 《도둑놈, 도둑님》 (2017년, MBC)
- 《그 여자의 바다》 (2017년, KBS2)
- 《그녀는 거짓말을 너무 사랑해》 (2017년, tvN)
- 《무궁화 꽃이 피었습니다》 (2017년, KBS1)
- 《미씽나인》 (2017년, MBC)
- 《역적 : 백성을 훔친 도적》 (2017년, MBC)
- 《쓸쓸하고 찬란하神 - 도깨비》 (2016년, tvN)
- 《역도요정 김복주》 (2016년, MBC)
- 《행복을 주는 사람》 (2016년, MBC)
- 《불어라 미풍아》 (2016년, MBC)
- 《W》 (2016년, MBC)
- 《딴따라》 (2016년, SBS)
- 《기억》 (2016년, tvN)
- 《그녀는 예뻤다》 (2015년, MBC) - 더 모스트 창간 20주년 기념행사 스탭 역
- 《너를 기억해》 (2015년, KBS2) - 경찰 역
- 《꽃할배 수사대》 (2014년, tvN) - 학교 선생님 역
- 《왔다! 장보리》 (2014년, MBC) - 경찰 역
- 《무한동력》 (2013년, 웹드라마) - 동현 역
- 《추적자 THE CHASER》 (2012년, SBS) - 강동윤 대선캠프 단원 역